# Encephalartos hildebrandtii
Encephalartos hildebrandtii es una especie de Cycadopsida del género Encephalartos, de la familia Zamiaceae, del orden Cycadales.

## Distribución
Encephalartos hildebrandtii se distribuye por Kenia (Coast) y Tanzania (Lushoto, Tanga, Zanzibar Island).

## Taxonomía
Fue descrita científicamente por A.Braun & C.D.Bouché. Fue publicado por primera vez en A.Braun & C.D.Bouché. In: Index Seminum Hort. Bot. Berol. 1874: 18. (1874).